# Rolland-Georges Gingras
 (avril 2025).
La mise en forme du texte ne suit pas les recommandations de Wikipédia : il faut le « wikifier ».
Les points d'amélioration suivants sont les cas les plus fréquents :
- Les titres sont pré-formatés par le logiciel. Ils ne sont ni en capitales, ni en gras.
- Le texte ne doit pas être écrit en capitales (les noms de famille non plus), ni en gras, ni en italique, ni en « petit »…
- Le gras n'est utilisé que pour surligner le titre de l'article dans l'introduction, une seule fois.
- L'italique est rarement utilisé : mots en langue étrangère, titres d'œuvres, noms de bateaux, etc.
- Les citations ne sont pas en italique mais en corps de texte normal. Elles sont entourées par des guillemets français : « et ».
- Les listes à puces sont à éviter, des paragraphes rédigés étant largement préférés. Les tableaux sont à réserver à la présentation de données structurées (résultats, etc.).
- Les appels de note de bas de page (petits chiffres en exposant, introduits par l'outil «  Source ») sont à placer entre la fin de phrase et le point final[comme ça].
- Les liens internes (vers d'autres articles de Wikipédia) sont à choisir avec parcimonie. Créez des liens vers des articles approfondissant le sujet. Les termes génériques sans rapport avec le sujet sont à éviter, ainsi que les répétitions de liens vers un même terme.
- Les liens externes sont à placer uniquement dans une section « Liens externes », à la fin de l'article. Ces liens sont à choisir avec parcimonie suivant les règles définies. Si un lien sert de source à l'article, son insertion dans le texte est à faire par les notes de bas de page.
- La présentation des références doit suivre les conventions bibliographiques. Il est recommandé d'utiliser les modèles {{Ouvrage}}, {{Chapitre}}, {{Article}}, {{Lien web}} et/ou {{Bibliographie}}. Le mode d'édition visuel peut mettre en forme automatiquement les références.
- Insérer une infobox (cadre d'informations à droite) n'est pas obligatoire pour parachever la mise en page.

Pour une aide détaillée, merci de consulter Aide:Wikification.
Si vous pensez que ces points ont été résolus, vous pouvez retirer ce bandeau et améliorer la mise en forme d'un autre article.
Pour les articles homonymes, voir Gingras.
Rolland-Georges Gingras, né à Québec le 21 avril 1899 et décédé dans la même ville le 14 décembre 1964, est un organiste, professeur, critique et compositeur québécois. Il débute ses études du piano et de l'orgue à l'âge de 12 ans et travaille dans le milieu musical tout au long de sa vie. Au cours de sa carrière, il est l'organiste de diverses églises et obtient des postes d'enseignement dans différentes écoles.

## Biographie

### Jeunesse et études
Rolland-Georges Gingras démontre rapidement un talent musical. Il étudie avec Omer Létourneau, Joseph-Arthur Bernier, Henri Gagnon et Berthe Roy. En plus de pratiquer dès un jeune âge l'orgue et le piano, il étudie le chant grégorien, l'harmonie, la composition, l'orchestration et la direction d'orchestre.

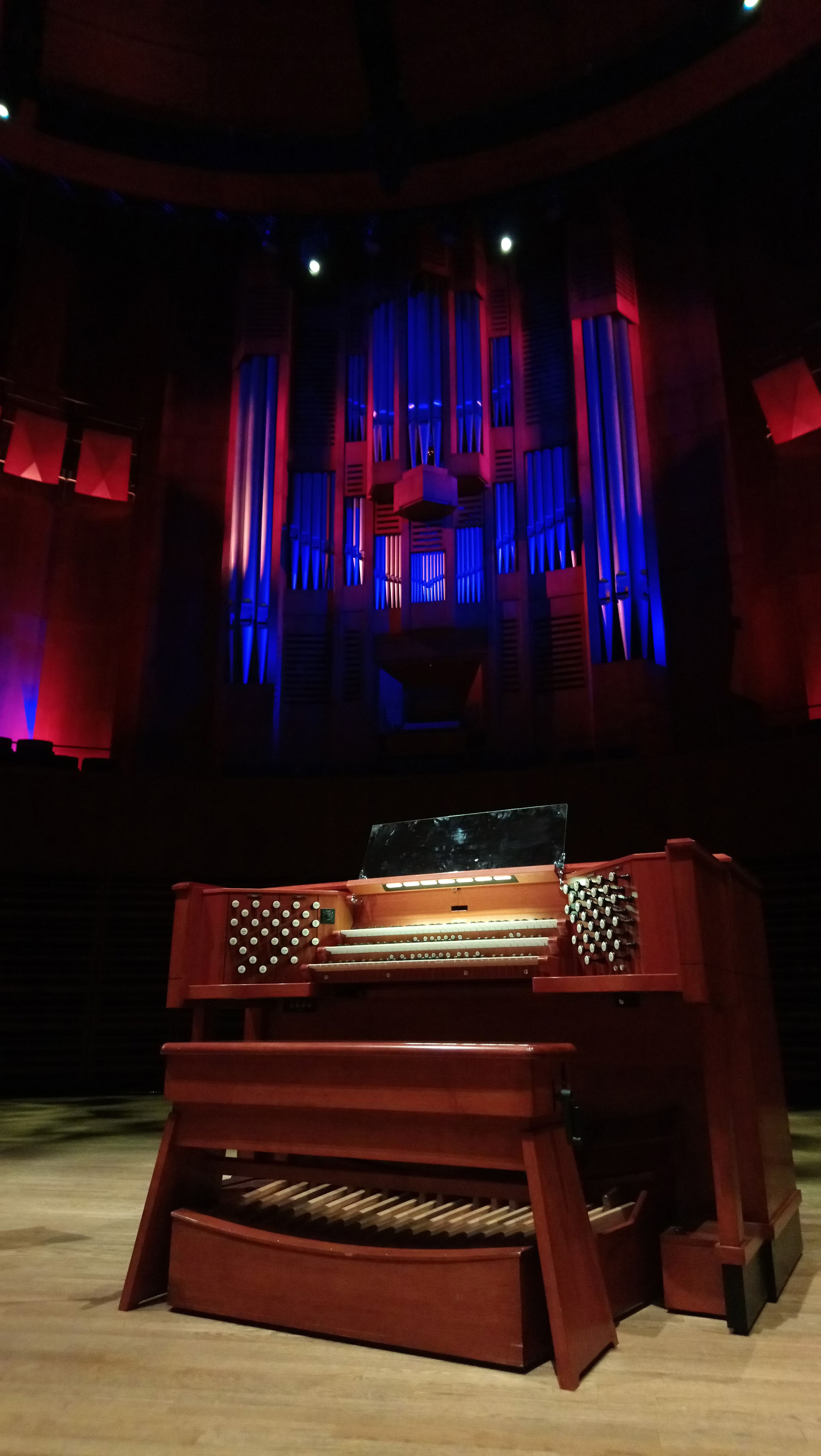
Photo d'un orgue Casavant, celui-ci présent au Palais Montcalm

À 15 ans, en 1914, M. Gingras est organiste à Notre-Dame-De-Lourdes, puis en 1917, il obtient le poste d'organiste de la paroisse de Saint-Raymond sous la recommandation du curé. Il devient le premier organiste en poste depuis l'achat d'un nouvel orgue Casavant par la paroisse. En 1945, bien qu'il ait déjà une bonne réputation et crédibilité d'établie dans le domaine musical, Rolland-Georges Gingras obtient son diplôme de Doctorat en pédagogie musicale et en Musicographie à l'Université de Montréal, ce qui lui procure une notoriété encore plus grande.
À ce sujet, dans un article du journal Le Bien Public publié en 1945, l'auteur écrit à son sujet : « [...] il s'est spécialisé dans la pédagogie, et, en ce sens, il a perfectionné des études longues et compliquées qui en font aujourd'hui, un maître dans l'enseignement musical ».

### Carrière professionnelle
Parmi les églises dans lesquelles il obtient le poste d'organiste, l'église de Saint-François d'Assise (1925-50) et l'église de Saint-Albert-le-Grand (1950-64) sont ses postes les plus importants. Gingras travaille également au Collège Sainte-Marie, où il est professeur de piano, de direction d'orchestre et répétiteur de violon. À un certain moment, il est également professeur de solfège pour l'École des Arts et Métiers à Québec, Lévis et Saint-Romuald.
Il est le fondateur et directeur général des Chanteurs de Saint-François et de la Société chorale Saint-Gérard. En 1933, il est chef d’orchestre pour la revue Kébek-Ki-Ri. À la radio de CKCV, il agit comme chef d’orchestre à compter de 1937 et est souvent artiste invité à titre d'accompagnateur à Radio-Canada. Rolland-Georges Gingras obtient aussi plusieurs postes à titre de chroniqueur musical pour les journaux L'Événement de Québec, L'Action Catholique et le Mégantic de Thetford Mines. Il est aussi organisateur des conférences de l'Union Commerciale de Québec.

## Compositions
À travers toutes ses occupations, Rolland-Georges Gingras compose et publie plusieurs œuvres. Parmi elles, on retrouve l'opérette L'Appel du Missionnaire, Douze Chansons de France, Quatre chansons populaires pour solistes, chœur et orchestre, Chant de Pâques : chœur à 3 voix (soprano, ténor et basse) et Le Toreador, un accompagnement au piano sur une poésie écrite par Victor Hugo.
Les partitions de trois de ses compositions se retrouvent au Pavillon Jean-Charles-Bonenfant de la bibliothèque de l'Université Laval :
- Gingras, Rolland-G. et Hugo Victor. Le Toreador[7].
- Gingras, Rolland-G. Douze chansons de la vieille France[8].

- Gingras, Rolland-G. «Chant de Pâques : chœur à 3 voix (soprano, ténor et basse)[9].

## Distinctions
- Nommé commandeur de l'Ordre « Honneur et Mérite » d'Haïti en 1943[10].
- Nommé chevalier de l'Ordre latin de France en 1949[11].

### Ouvrages généraux
- Marie-Valentine. « Dictionnaire biographique des musiciens canadiens ». Dans Bibliothèque et Archives nationales du Québec (BAnQ). Lachine. Mont-Sainte-Anne. 1935. P. 127-128. https://numerique.banq.qc.ca/patrimoine/details/52327/2636099, (Page consultée le 14 mars 2025)

### Articles
- Poussart, Annick. « Gingras, Rolland-G ». Dans l'Encyclopédie Canadienne. Historica Canada. https://www.thecanadianencyclopedia.ca/fr/article/gingras-rolland-g#GingrasRollandG. (Page consultée le 14 mars 2025)
- Le bien public. « Docteur en Pédagogie Musicale ». Dans Le bien public. 1945-05-31. P. 6. https://numerique.banq.qc.ca/patrimoine/details/52327/3620267?docsearchtext=Rolland-G%20Gingras. (Page consultée le 14 mars 2025)
- Radiomonde. « M. Le Commandeur Rolland-G. Gingras, organiste ». Dans Radiomonde. 1945-11-03. P. 6. https://numerique.banq.qc.ca/patrimoine/details/52327/3425098?docsearchtext=Rolland-G%20Gingras. (Page consultée le 14 mars 2025)